# Raelianismo

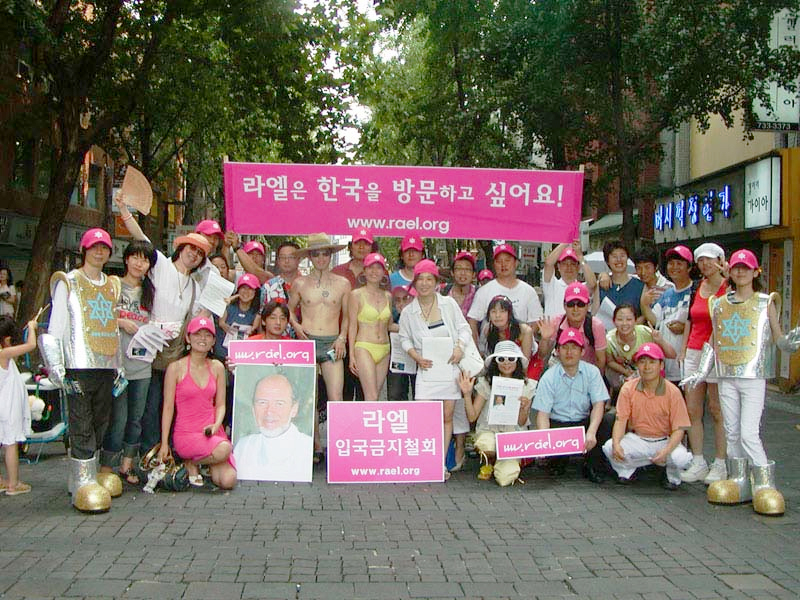
Membros do movimento em Coreia do Sul (2006).

O Raelianismo (ou Movimento Raeliano, até 1976: MADECH, mouvement pour l’accueil des extraterrestres, créateurs de l’humanité) é um movimento religioso criado pelo ex-jornalista esportivo francês Claude Vorilhon (ou Raël) em 1973, que afirma ter tido contatos neste ano com extraterrestres em diversas ocasiões, explica a criação dos humanos como tendo sido feita por uma raça semelhante ao ser humano de outro planeta chamada Elohim, usando o DNA deles. Em momentos anteriores em que tiveram contato pessoal com os seres humanos que criaram, informaram erradamente (de propósito) que eram anjos, querubins ou deuses. Os raelianos acreditam que grandes líderes religiosos como Moisés, Jesus, Joseph Smith e Maomé vivem em outros planetas e um dia voltarão à terra novamente. O fundador do Raelianismo, dizem os membros do Movimento, recebeu a derradeira mensagem dos Elohim cujo propósito é informar o mundo acerca deles e que se os humanos se tornarem conscientes e pacíficos o suficiente, eles desejam ser convidados por nós. O Movimento Raeliano também questiona a teoria da evolução e defende a clonagem humana. O Movimento afirma ter 55 mil membros em 84 países, inclusive no Brasil. Os seguidores de Raël pretendem inaugurar um governo mundial sobre a terra, formado pelas pessoas mais inteligentes (gênios).
A Igreja Raeliana tem uma estrutura quasi-clerical de sete níveis. Juntar-se ao movimento requer uma apostasia oficial de outras religiões.
A ética raeliana inclui a defesa da paz mundial, a partilha, a geniocracia e a não violência. A sexualidade é também importante como parte da doutrina Raeliana. A Igreja Raeliana tem atraído alguns dos seus padres e bispos de outras religiões, apesar de ter uma visão liberal acerca da sexualidade.
Raël fundou a Clonaid (originalmente Valiant Venture Ltd Corporation) em 1997, mas entregou-a a uma episcopisa raeliana, Brigitte Boisselier no ano 2000. Em 2002, a empresa afirmou que uma mulher americana foi submetida a um procedimento de clonagem que levou ao nascimento de uma filha, Eva (26 Dezembro 2002). Apesar de poucos terem acreditado, tal notícia atraiu no entanto autoridades nacionais e a media a se informarem mais acerca do Movimento Raeliano.
Os Raelianos usam a suástica como símbolo da paz, o que levou à rejeição de solicitações por Raelianos de território em Israel, e mais tarde no Líbano, para o estabelecimento de uma embaixada para extraterrestres. A religião usa como símbolo uma suástica dentro de uma Estrela de David. A partir por volta de 1991, este símbolo foi frequentemente substituído por uma variante da estrela com um símbolo em espiral como estratégia de relações públicas, em particular relativamente a Israel.

## História
O Raelianismo teve início nas declarações do ex-jornalista automóvel e piloto de corridas, Claude Vorilhon. Nos seus livros O livro que diz a verdade (1974) e Os extraterrestres levaram-me ao seu planeta (1975), Vorilhon alega que teve encontros com seres que lhe transmitiram conhecimentos sobre a origem das religiões mais importantes.
O movimento começou numa conferência em Paris, França à qual assistiram duas mil pessoas. Daqui nasceu a organização MADECH. O nome MADECH é um acrónimo duplo na língua francesa. O primeiro é "Movimento para Acolher Os Elohim, Criadores da Humanidade" (Mouvement pour l‘accueil des Elohim, créateurs de l'humanité) enquanto que o segundo significa "Moisés precedeu Elias e Cristo" (Moisea devancé Élie et le Christ). Em 1976, Raël transformou MADECH no Movimento Raeliano Internacional.
De 1980 a 1992, O movimento de Rael tornou-se cada vez mais global. Em 1980, o quinto livro de Raël, Meditation Sensuelle (Meditação Sensual, ainda não traduzido para português) foi publicado e deu-se início a uma tradução das Mensagens Raelianas para japonês como parte da missão Raeliana no Japão. Dois anos mais tarde, a África tornou-se outra zona alvo na missão de difusão das mensagens.
Em Dezembro de 2002, Brigitte Boisselier, uma Episcopisa Raeliana e CEO da empresa de biotecnologia Clonaid, anunciou o nascimento de uma criança, Eva, supostamente o primeiro clone humano alguma vez feito. Este anúncio despertou muita atenção por parte dos meios de comunicação, debates éticos, dúvidas, críticas e acusações de embuste. Porta-vozes do movimento, incluindo Claude Vorilhon, declararam que este é um dos primeiros passos de uma missão mais importante. Eles defendem que através da clonagem e da combinação com um processo de crescimento acelerado e transferência de memória, se pode conseguir a vida eterna.

### Em Portugal
Em 2015, o movimento Raeliano contactou o Governo português solicitando que lhes seja permitido construir uma embaixada para extra-terrestres.
Os raelianos solicitam a disponibilização de um terreno de 4 km², "a título oneroso ou gratuito" para aí ser construído o edifício que será "embaixada dos Elohims".
O projeto teria um custo de 40 milhões de euros e incluiria uma plataforma de aterrissagem com 14 metros de diâmetro.